# Deus e o Estado

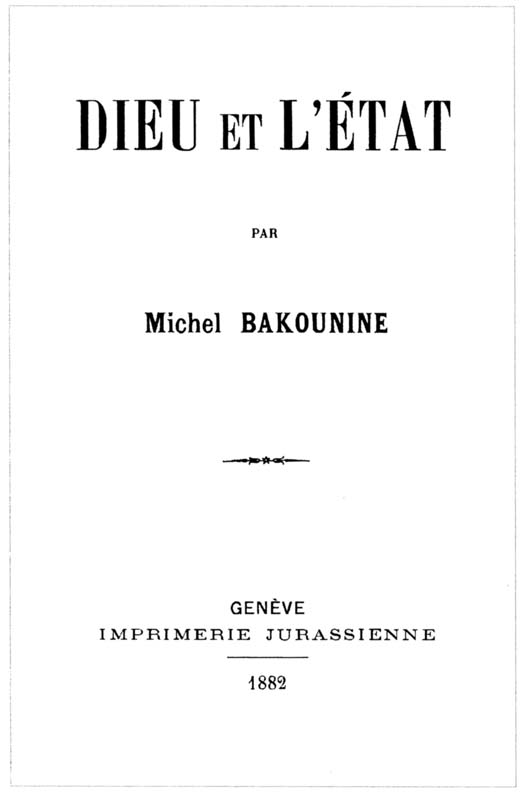
Contracapa da primeira edição em francês de 1882

Deus e o Estado é uma das obras literárias mais importantes publicados pelo teórico libertário russo Mikhail Bakunin. Foi escrito nos meses de fevereiro e março de 1871. Foi escrito com a intenção de servir como a segunda parte de um trabalho maior que seria chamado O Império Knuto-Germânico e a Revolução Social. Como outras obras de Bakunin, trata-se de um texto que jamais foi concluído. A obra é um agregado de notas de Mikhail, sua a primeira edição foi adaptada em 1882, por Carlo Cafiero e Elisée Reclus.